# Салата
Салата је врста хране, која се обично једе као прилог уз главно јело, а ређе самостално (нпр. воћна салата). Салата се најчешће прави од сировог поврћа. Може јој се додати тестенина, кувано месо, сир, мајонез, разни преливи и слично. У поједине салате додаје се и воће, нпр. јабуке сецкане на коцкице. Воћна салата је врста десертне салате у којој су главни састојци разне врсте воћа.
Салата се најчешће зачињава уљем и сирћетом уз додатак соли, бибера и лимуновог сока. Сезонске салате се праве од свежег поврћа типичног за то доба године. Салате имају хранљиву вредност, и садрже витамине и минерале. Већина салата са сматра дијеталном храном, јер садрже мало калорија, а веће количине воде и биљних влакана. 

## Етимологија
Реч салата долази из француског језика салата истог значења, која је скраћени облик раније просте  латинске речи херба салате (слано поврће). На енглеском се реч најпре појављује као салата или салата у 14. веку. Со је повезана са салатом јер је поврће зачињено сољу (раствором соли у води) или сланим преливима уља и сирћета у римско време.
Фразу „дани салате“, што значи „време младалачког неискуства“ (засновано на појму „зелено“), први пут је забележио Шекспир 1606. године, док се коришћење салатног бара, мислећи на бифе - стил сервирања састојака за салату, први пут појавило на америчком енглеском 1937. године.

## Историја
Римљани, стари Грци и Персијци јели су мешано зеље са дресингом, практично врсту мешане салате. Салате, укључујући слојевите и различите салате, биле су популарне у Европи још од грчких и римских царских експанзија. Марија, краљица Шкота, јела је куван корен целера преко зеленог поврћа преливеног преливом од сенфа, тартуфа и тврдо куваним јајима исеченим на кришке.
Салате, укључујући слојевите и преливене салате, популарне су у Европи још од грчке и римске империјалне експанзије. У својој књизи из 1699. године, Acetaria: A Discourse on Sallets, Џон Евелин је без успеха покушао да подстакне своје сународнике Британце да једу свежу зелену салату. Марија, краљица Шкотске, јела је кувани корен целера преко зеленила преливеног кремастим преливом од сенфа, тартуфима, крбуљицом и кришкама тврдо куваних јаја.
Уље које се користи за салате могло се наћи у колонији Нова Холандија из 17. века (касније названој Њујорк, Њу Џерси и Делавер). Списак уобичајених ствари које стижу на бродовима и њихове назначене цене приликом процене терета укључивалао је „канту уља за салату од 1,10 флорина“ и „анкер винског сирћета од 16 флорина“. У писму из 1665. директору Нове Холандије са острва Куракао постоји захтев да се пошаље зеленило: „Најљубазније молим ваше висости да ми пошаљете семе сваке врсте, као што су купус, шаргарепа, зелена салата, першун, итд, јер се овде ништа не може стећи а знам да ваша част има доста,...“.
Салате се могу продавати у супермаркетима, ресторанима и ланцима брзе хране. У Сједињеним Државама, ресторани могу да имају салатни бар са састојцима за прављење салата, које ће купци користити да саставе своју салату. Саладни ресторани зарадили су више од 300 милиона долара у 2014. години. Потрошња салате код куће 2010-их је расла, али се удаљила од свеже исецкане зелене салате ка зеленилу у врећама и комплетима за салату, а очекује се да ће продаја кеса достићи 7 милијарди долара годишње.

## Врсте салата
Главна подела салата је на летње и зимске. Летње салате су: салата од свежих краставаца, зелена салата, салата од парадајза, паприке и лука и сл. Зимске салате су: салата од киселог купуса, салата од цвекле, туршија, кисели краставчићи и сл.
Познате салате су: зелена салата која има много варијанти, воћна салата, руска салата (кисели краставци, кромпир, шаргарепа, грашак, мајонез, шунка), српска салата (паприка, парадајз, краставац, лук, феферони), урнебес салата, француска салата, шопска салата, Валдорф, туршија, салата од пасуља, салата од кромпира, салата од туњевине и др.

#### Клинаста салата
Клинаста салата је зелена салата направљена од главице зелене салате (често ајсберг), преполовљене или сечене на четвртине, са осталим састојцима на врху.

### Везане салате
Везане салате се праве са густим сосовима као што је мајонез. Једна порција везане салате ће задржати свој облик када се стави на тањир помоћу мерице. Примери везаних салата укључују салату од туњевине, салату од пилетине, салату од јаја, салату од купуса и салату од кромпира. Неке везане салате се користе као пуњење за сендвиче. Неке салате од тестенина, нпр. салата од макарона, су везане салате. Оне су популарне на пикницима и роштиљу.

### Вечерње салате
Салате за главно јело (познате као салате за вечеру или као предјело у Сједињеним Државама) могу да садрже мале комаде живине, морске хране или бифтека.

### Воћне салате
Воћне салате се праве од воћа (у кулинарском смислу), које може бити свеже или конзервирано. Примери укључују воћни коктел.

## Галерија
- Салата од пасуља
- Руска салата
- Грчка салата
- Кинеска салата с пилетином
- Шопска салата
- Салата од туне с парадајзом
- Салата од кромпира
- Дзадзики (грчка кухиња)
- Мешана салата
- Салате у једном хотелу у Шарм ел Шеику.
- Салате у једном хотелу у Алањи.
- Салате у једном хотелу у Хамамету.
- Салате у једном хотелу у Хургади.
- Воћна салата
- Шарена салата